# Кориско
Кориско (бывш. Мандьи исп. Corisco) — остров в Гвинейском заливе Атлантического океана, принадлежит Экваториальной Гвинее. Располагается в 29 км на юго-запад от Мбини (континентальной части страны). Площадь 14 км², высота до 35 м.

## История

### Колониальный период
До открытия европейцами остров Кориско был практически необитаемым, хотя рыбаки с континента часто его посещали, но каких-либо постоянных поселений тут так и не создали.
Для европейцев остров Кориско был открыт в 1472 году португальской экспедицией под командованием Фернандо По (Fernão do Pó), который до этого открыл остров Биоко.
В 1648 году Португалия создает Корискую компанию, специализирующуюся на работорговле, которая фактически захватывает остров и строит на нем форт Пунта-Джоко. Со временем португальцы на свои карты стали данный остров наносить именно под этим названием. Кориская компания поддерживала тесные взаимоотношения с местными царьками континентальных африканских государств, которые поставляли ей рабов, поэтому бизнес компании долгое время процветал.
В 1778 году по положениям Договора в Эль-Пардо остров Кориско отошел к Испании, которая разместила здесь небольшой военный гарнизон.
с 1859 по 1875 испанский гарнизон затем передаются на остров Малый Элобей.
Остатки форта Пунта-Джоко были использованы в 1885 году для строительства католической миссии на Кориско.
В целом Испания мало обращала внимание на Кориско. В начале XX века он вошёл в состав колониальной администрации Элобей, Аннобон и Кориско.

### Период независимости
В 1968 году с обретением независимости Экваториальной Гвинеей остров вошел в состав её территорий.
В 1981 году компанией «Эльф Аквитания» у побережья острова Кориско были выявлены запасы нефти, разработка которых началась в начале нынешнего века.
В настоящее время остров Кориско хотя и находится в составе Республики Экваториальная Гвинея, но территориальная принадлежность прилегающих районов продолжает оспариваться Габоном.

## Известные уроженцы
- Илонбе, Ракель (1938—1992) — поэтесса.